# ATP Тур 2002
ATP Тур 2002 (англ. 2002 Association of Tennis Professionals (ATP) World Tour) — элитный мировой тур теннисистов-профессионалов, проводимый Ассоциацией Теннисистов Профессионалов (ATP) с января по ноябрь. В 2002 году он включал:
- 4 турнира Большого шлема (проводится Международной федерацией тенниса (англ. International Tennis Federation, ITF));
- 9 турниров в серии ATP Masters;
- 10 турниров в серии ATP International Series Gold;
- 42 турнира в серии ATP International;
- Командный Кубок Мира;
- Кубок Дэвиса (проводится ITF);
- Кубок Мастерс.

## Расписание ATP Тура 2002 года
Ниже представлено полное расписание соревнований по ходу года, включай всех победителей и финалистов турниров — в одиночном, парном и смешанных разрядах.
| Турнир Большого шлема         |
| Кубок Мастерс                 |
| ATP Masters                   |
| ATP International Series Gold |
| ATP International             |
| Командные соревнования        |

### Январь
| Дата начала      | Турнир | Чемпионы (Счёт финала)                              | Финалисты                     |
| ---------------- | --- | --------------------------------------------------- | ----------------------------- |
| 31 декабря, 2001 | Международный теннисный турнир в Аделаиде Аделаида, Австралия ATP International $357,000— Хард Турнир 2002                                     | Тим Хенмен 6-4, 6-7(6), 6-3                         | Марк Филиппуссис              |
| 31 декабря, 2001 | Международный теннисный турнир в Аделаиде Аделаида, Австралия ATP International $357,000— Хард Турнир 2002                                     | Уэйн Блэк Кевин Ульетт 7-5, 6-2                     | Боб Брайан Майк Брайан        |
| 31 декабря, 2001 | Открытый чемпионат Катара Доха, Катар ATP International $1,000,000 — Хард Турнир 2002                                                          | Юнес эль-Айнауи 4-6, 6-2, 6-2                       | Феликс Мантилья               |
| 31 декабря, 2001 | Открытый чемпионат Катара Доха, Катар ATP International $1,000,000 — Хард Турнир 2002                                                          | Дональд Джонсон Джаред Палмер 6-3, 7-6(5)           | Иржи Новак Давид Рикл         |
| 31 декабря, 2001 | Открытый чемпионат Ченнаи Ченнаи, Индия ATP International $400,000 — Хард Турнир 2002                                                          | Гильермо Каньяс 6-4, 7-6(2)                         | Парадорн Шричапан             |
| 31 декабря, 2001 | Открытый чемпионат Ченнаи Ченнаи, Индия ATP International $400,000 — Хард Турнир 2002                                                          | Махеш Бхупати Леандер Паес 5-7, 6-2, 7-5            | Ота Фукарек Томаш Цибулец     |
| 7 января         | Heineken Open Окленд, Новая Зеландия ATP International $357,000 — Хард Турнир 2002                                                             | Грег Руседски 6-7(0), 6-4, 7-5                      | Жером Гольмар                 |
| 7 января         | Heineken Open Окленд, Новая Зеландия ATP International $357,000 — Хард Турнир 2002                                                             | Йонас Бьоркман Тодд Вудбридж 7-6(5), 7-6(7)         | Мартин Гарсия Цирил Сук       |
| 7 января         | Adidas International Сидней, Австралия ATP International $381,000 — Хард Турнир 2002                                                           | Роджер Федерер 6-3, 6-3                             | Хуан Игнасио Чела             |
| 7 января         | Adidas International Сидней, Австралия ATP International $381,000 — Хард Турнир 2002                                                           | Дональд Джонсон Джаред Палмер 6-4, 6-4              | Джошуа Игл Сэндон Столл       |
| 14 января        | Открытый чемпионат Австралии Мельбурн, Австралия Турнир Большого шлема $4,290,000 — Хард Одиночный турнир — Парный турнир Турнир смешанных пар | Томас Юханссон 3-6, 6-4, 6-4, 7-6(4)                | Марат Сафин                   |
| 14 января        | Открытый чемпионат Австралии Мельбурн, Австралия Турнир Большого шлема $4,290,000 — Хард Одиночный турнир — Парный турнир Турнир смешанных пар | Даниэль Нестор Марк Ноулз 7-6(4), 6-3               | Микаэль Льодра Фабрис Санторо |
| 14 января        | Открытый чемпионат Австралии Мельбурн, Австралия Турнир Большого шлема $4,290,000 — Хард Одиночный турнир — Парный турнир Турнир смешанных пар | Кевин Ульетт Даниэла Гантухова 6-3, 6-2             | Гастон Этлис Паола Суарес     |
| 28 января        | Milan Indoor Милан, Италия ATP International $381,000 — Ковёр (зал) Турнир 2002                                                                | Давиде Сангвинетти 7-6(2), 4-6, 6-1                 | Роджер Федерер                |
| 28 января        | Milan Indoor Милан, Италия ATP International $381,000 — Ковёр (зал) Турнир 2002                                                                | Карстен Браш Андрей Ольховский 3-6, 7-6(5), [12-10] | Жюльен Бутте Максим Мирный    |

### Февраль
| Дата начала | Турнир | Чемпионы (Счёт финала)                                                                                | Финалисты                                                                                    |
| ----------- | --- | --- | -------------------------------------------------------------------------------------------- |
| 4 февраля   | Кубок Дэвиса. 2002. 1-й раунд Мец, Франция — Хард (зал) Острава, Чехия — Ковёр (зал) Сарагоса, Испания — Грунт (зал) Оклахома-Сити, США — Хард (зал) Москва, Россия — Грунт (зал) Бирмингем, Великобритания — Ковёр (зал) Загреб, Хорватия — Ковёр (зал) Буэнос-Айрес, Аргентина — Грунт | Победители Франция 3-2 Чехия 4-1 Испания 3-2 США 5-0 Россия 3-2 Швеция 3-2 Хорватия 4-1 Аргентина 5-0 | Проигравшие Нидерланды Бразилия Марокко Словакия Швейцария Великобритания Германия Австралия |
| 11 февраля  | Movistar Open Винья-дель-Мар, Чили ATP International $381,000 — Грунт Турнир 2002 | Фернандо Гонсалес 6-3, 6-7(5), 7-6(4)                                                                 | Николас Лапентти                                                                             |
| 11 февраля  | Movistar Open Винья-дель-Мар, Чили ATP International $381,000 — Грунт Турнир 2002 | Мартин Родригес Гастон Этлис 6-3, 6-4                                                                 | Лукас Арнольд Кер Луис Лобо                                                                  |
| 11 февраля  | Открытый чемпионат Копенгагена Копенгаген, Дания ATP International $381,000 — Хард (зал) Турнир 2002 | Ларс Бургсмюллер 6-3, 6-3                                                                             | Оливье Рохус                                                                                 |
| 11 февраля  | Открытый чемпионат Копенгагена Копенгаген, Дания ATP International $381,000 — Хард (зал) Турнир 2002 | Михаэль Кольманн Юлиан Ноул 7-6(8), 7-5                                                               | Иржи Новак Радек Штепанек                                                                    |
| 11 февраля  | Open 13 Марсель, Франция ATP International $451,000 — Хард (зал) Турнир 2002 | Томас Энквист 6-7(4), 6-3, 6-1                                                                        | Николя Эскюде                                                                                |
| 11 февраля  | Open 13 Марсель, Франция ATP International $451,000 — Хард (зал) Турнир 2002 | Арно Клеман Николя Эскюде 6-4, 6-3                                                                    | Жюльен Бутте Максим Мирный                                                                   |
| 18 февраля  | Открытый чемпионат Буэнос-Айреса Буэнос-Айрес, Аргентина ATP International $425,000 — Грунт Турнир 2002 | Николас Массу 2-6, 7-6(5), 6-2                                                                        | Агустин Кальери                                                                              |
| 18 февраля  | Открытый чемпионат Буэнос-Айреса Буэнос-Айрес, Аргентина ATP International $425,000 — Грунт Турнир 2002 | Мартин Родригес Гастон Этлис 3-6, 6-3, [10-4]                                                         | Симон Аспелин Эндрю Кратцман                                                                 |
| 18 февраля  | Kroger St. Jude International Мемфис, США ATP International Series Gold $725,000 — Хард (зал) Турнир 2002 | Энди Роддик 6-4, 3-6, 7-5                                                                             | Джеймс Блейк                                                                                 |
| 18 февраля  | Kroger St. Jude International Мемфис, США ATP International Series Gold $725,000 — Хард (зал) Турнир 2002 | Ненад Зимонич Брайан Макфи 6-3, 3-6, [10-4]                                                           | Боб Брайан Майк Брайан                                                                       |
| 18 февраля  | ABN AMRO World Tennis Tournament Роттердам, Нидерланды ATP International Series Gold $713,000 — Хард (зал) Турнир 2002 | Николя Эскюде 3-6, 7-6(7), 6-4                                                                        | Тим Хенмен                                                                                   |
| 18 февраля  | ABN AMRO World Tennis Tournament Роттердам, Нидерланды ATP International Series Gold $713,000 — Хард (зал) Турнир 2002 | Максим Мирный Роджер Федерер 4-6, 6-3, [10-4]                                                         | Даниэль Нестор Марк Ноулз                                                                    |
| 25 февраля  | Открытый чемпионат Мексики Акапулько, Мексика ATP International Series Gold $725,200 — Грунт Турнир 2002 | Карлос Мойя 7-6(4), 7-6(4)                                                                            | Фернандо Мелигени                                                                            |
| 25 февраля  | Открытый чемпионат Мексики Акапулько, Мексика ATP International Series Gold $725,200 — Грунт Турнир 2002 | Боб Брайан Майк Брайан 6-1, 3-6, [10-2]                                                               | Мартин Дамм Давид Рикл                                                                       |
| 25 февраля  | Теннисный чемпионат Дубая Дубай, ОАЭ ATP International Series Gold $925,000 — Хард Турнир 2002 | Фабрис Санторо 6-4, 3-6, 6-3                                                                          | Юнес Эль-Айнауи                                                                              |
| 25 февраля  | Теннисный чемпионат Дубая Дубай, ОАЭ ATP International Series Gold $925,000 — Хард Турнир 2002 | Даниэль Нестор Марк Ноулз 3-6, 6-3, [13-11]                                                           | Джошуа Игл Сэндон Столл                                                                      |
| 25 февраля  | Siebel Open Сан-Хосе, США ATP International $400,000 — Хард (зал) Турнир 2002 | Ллейтон Хьюитт 4-6, 7-6(6), 7-6(4)                                                                    | Андре Агасси                                                                                 |
| 25 февраля  | Siebel Open Сан-Хосе, США ATP International $400,000 — Хард (зал) Турнир 2002 | Уэйн Блэк Кевин Ульетт 6-3, 4-6, [10-5]                                                               | Джон-Лаффни де Ягер Робби Кёниг                                                              |

### Март
| Дата начала | Турнир | Чемпионы (Счёт финала)                    | Финалисты                     |
| ----------- | --- | ----------------------------------------- | ----------------------------- |
| 4 марта     | Международный теннисный чемпионат в Делрей-Бич Делрей-Бич, США ATP International $400,000 — Хард Турнир 2002 | Давиде Сангвинетти 6-4, 4-6, 6-4          | Энди Роддик                   |
| 4 марта     | Международный теннисный чемпионат в Делрей-Бич Делрей-Бич, США ATP International $400,000 — Хард Турнир 2002 | Мартин Дамм Цирил Сук 6-4, 6-7(5), [10-5] | Дэвид Адамс Бен Эллвуд        |
| 4 марта     | Franklin Templeton Tennis Classic Скоттсдейл, США ATP International $400,000 — Хард Турнир 2002              | Андре Агасси 6-2, 7-6(2)                  | Хуан Балсельс                 |
| 4 марта     | Franklin Templeton Tennis Classic Скоттсдейл, США ATP International $400,000 — Хард Турнир 2002              | Боб Брайан Майк Брайан 7-5, 7-6(6)        | Даниэль Нестор Марк Ноулз     |
| 11 марта    | Pacific Life Open Индиан-Уэллс, США ATP Masters $2,950,000 — Хард Одиночный турнир — Парный турнир           | Ллейтон Хьюитт 6-1, 6-2                   | Тим Хенмен                    |
| 11 марта    | Pacific Life Open Индиан-Уэллс, США ATP Masters $2,950,000 — Хард Одиночный турнир — Парный турнир           | Даниэль Нестор Марк Ноулз 6-4, 6-4        | Максим Мирный Роджер Федерер  |
| 18 марта    | NASDAQ-100 Open Майами, США ATP Masters $3,575,000 — Хард Одиночный турнир — Парный турнир                   | Андре Агасси 6-3, 6-3, 3-6, 6-4           | Роджер Федерер                |
| 18 марта    | NASDAQ-100 Open Майами, США ATP Masters $3,575,000 — Хард Одиночный турнир — Парный турнир                   | Даниэль Нестор Марк Ноулз 6-3, 3-6, 6-1   | Дональд Джонсон Джаред Палмер |

### Апрель
| Дата начала | Турнир | Чемпионы (Счёт финала)                                  | Финалисты                                 |
| ----------- | --- | ------------------------------------------------------- | ----------------------------------------- |
| 1 апреля    | Кубок Дэвиса. 2002. 1/4 финала По, Франция — Ковёр (зал) Хьюстон, США — Трава Москва, Россия — Грунт (зал) Буэнос-Айрес, Аргентина — Грунт | Победители Франция 3-1 США 3-1 Россия 4-1 Аргентина 4-1 | Проигравшие Чехия Испания Швеция Хорватия |
| 8 апреля    | Гран-при Хасана II Касабланка, Марокко ATP International $400,000 — Грунт Турнир 2002                                                      | Юнес эль-Айнауи 3-6, 6-3, 6-2                           | Гильермо Каньяс                           |
| 8 апреля    | Гран-при Хасана II Касабланка, Марокко ATP International $400,000 — Грунт Турнир 2002                                                      | Майлз Уэйкфилд Стивен Хасс 6-4, 6-2                     | Мартин Гарсия Луис Лобо                   |
| 8 апреля    | Открытый чемпионат Эшторила Оэйраш, Португалия ATP International $525,000 — Грунт Турнир 2002                                              | Давид Налбандян 6-4, 7-6(5)                             | Яркко Ниеминен                            |
| 8 апреля    | Открытый чемпионат Эшторила Оэйраш, Португалия ATP International $525,000 — Грунт Турнир 2002                                              | Карстен Браш Андрей Ольховский 6-3, 6-3                 | Симон Аспелин Эндрю Кратцман              |
| 15 апреля   | Masters Series Monte-Carlo Рокебрюн — Кап-Мартен, Франция ATP Masters $2,950,000 — Грунт Одиночный турнир — Парный турнир                  | Хуан Карлос Ферреро 7-5, 6-3, 6-4                       | Карлос Мойя                               |
| 15 апреля   | Masters Series Monte-Carlo Рокебрюн — Кап-Мартен, Франция ATP Masters $2,950,000 — Грунт Одиночный турнир — Парный турнир                  | Йонас Бьоркман Тодд Вудбридж 6-3, 3-6, [10-7]           | Евгений Кафельников Паул Хархёйс          |
| 22 апреля   | Приз графа Годо Барселона, Испания ATP International Series Gold $955,000 — Грунт Турнир 2002                                              | Гастон Гаудио 6-4, 6-0, 6-2                             | Альберт Коста                             |
| 22 апреля   | Приз графа Годо Барселона, Испания ATP International Series Gold $955,000 — Грунт Турнир 2002                                              | Даниэль Вацек Майкл Хилл 6-4, 6-4                       | Лукас Арнольд Кер Гастон Этлис            |
| 22 апреля   | Грунтовый чемпионат США Хьюстон, США ATP International $400,000- Грунт Турнир 2002                                                         | Энди Роддик 7-6(9), 6-3                                 | Пит Сампрас                               |
| 22 апреля   | Грунтовый чемпионат США Хьюстон, США ATP International $400,000- Грунт Турнир 2002                                                         | Энди Роддик Марди Фиш 6-4, 6-4                          | Ян-Майкл Гэмбилл Грейдон Оливер           |
| 29 апреля   | Открытый чемпионат Мальорки Мальорка, Испания ATP International $381,000 — Грунт Турнир 2002                                               | Гастон Гаудио 6-2, 6-3                                  | Яркко Ниеминен                            |
| 29 апреля   | Открытый чемпионат Мальорки Мальорка, Испания ATP International $381,000 — Грунт Турнир 2002                                               | Махеш Бхупати Леандер Паес 6-2, 6-4                     | Михаэль Кольманн Юлиан Ноул               |
| 29 апреля   | BMW Open Мюнхен, Германия ATP International $381,000 — Грунт Турнир 2002                                                                   | Юнес эль-Айнауи 6-4, 6-4                                | Райнер Шуттлер                            |
| 29 апреля   | BMW Open Мюнхен, Германия ATP International $381,000 — Грунт Турнир 2002                                                                   | Петр Лукса Радек Штепанек 6-0, 6-7(4), [11-9]           | Павел Визнер Петр Пала                    |

### Май
| Дата начала | Турнир | Чемпионы (Счёт финала)                    | Финалисты                    |
| ----------- | --- | ----------------------------------------- | ---------------------------- |
| 6 мая       | Открытый чемпионат Италии Рим, Италия ATP Masters $2,578,000 — Грунт Одиночный турнир — Парный турнир                                    | Андре Агасси 6-3, 6-3, 6-0                | Томми Хаас                   |
| 6 мая       | Открытый чемпионат Италии Рим, Италия ATP Masters $2,578,000 — Грунт Одиночный турнир — Парный турнир                                    | Мартин Дамм Цирил Сук 7-5, 7-5            | Уэйн Блэк Кевин Ульетт       |
| 13 мая      | Открытый чемпионат Германии Гамбург, Германия ATP Masters $2,578,000 — Грунт Одиночный турнир — Парный турнир                            | Роджер Федерер 6-1, 6-3, 6-4              | Марат Сафин                  |
| 13 мая      | Открытый чемпионат Германии Гамбург, Германия ATP Masters $2,578,000 — Грунт Одиночный турнир — Парный турнир                            | Махеш Бхупати Ян-Майкл Гэмбилл 6-2, 6-4   | Йонас Бьоркман Тодд Вудбридж |
| 20 мая      | Командный кубок мира Дюссельдорф, Германия Командный турнир $2,100,000 — Грунт — 8 команд (Группа) Турнир 2002                           | Аргентина · 3-0                           | Россия                       |
| 20 мая      | International Raiffeisen Grand Prix Санкт-Пёльтен, Австрия ATP International $381,000 — Грунт Турнир 2002                                | Николас Лапентти 7-5, 6-4                 | Фернандо Висенте             |
| 20 мая      | International Raiffeisen Grand Prix Санкт-Пёльтен, Австрия ATP International $381,000 — Грунт Турнир 2002                                | Петр Пала Давид Рикл 7-5, 6-4             | Майк Брайан Майкл Хилл       |
| 27 мая      | Открытый чемпионат Франции Париж, Франция Турнир Большого шлема $5,268,535 — Грунт Одиночный турнир — Парный турнир Турнир смешанных пар | Альберт Коста 6-1, 6-0, 4-6, 6-3          | Хуан Карлос Ферреро          |
| 27 мая      | Открытый чемпионат Франции Париж, Франция Турнир Большого шлема $5,268,535 — Грунт Одиночный турнир — Парный турнир Турнир смешанных пар | Евгений Кафельников Паул Хархёйс 7-5, 6-4 | Даниэль Нестор Марк Ноулз    |
| 27 мая      | Открытый чемпионат Франции Париж, Франция Турнир Большого шлема $5,268,535 — Грунт Одиночный турнир — Парный турнир Турнир смешанных пар | Уэйн Блэк Кара Блэк 6-3, 6-3              | Марк Ноулз Елена Бовина      |

### Июнь
| Дата начала | Турнир | Чемпионы (Счёт финала)                             | Финалисты                      |
| ----------- | --- | -------------------------------------------------- | ------------------------------ |
| 10 июня     | Stella Artois Championships Лондон, Великобритания ATP International $761,000 — Трава Турнир 2002                                         | Ллейтон Хьюитт 4-6, 6-1, 6-4                       | Тим Хэнмен                     |
| 10 июня     | Stella Artois Championships Лондон, Великобритания ATP International $761,000 — Трава Турнир 2002                                         | Уэйн Блэк Кевин Ульетт 7-5, 6-3                    | Махеш Бхупати Максим Мирный    |
| 10 июня     | Gerry Weber Open Халле, Германия ATP International $951,000 — Трава Турнир 2002                                                           | Евгений Кафельников 2-6, 6-4, 6-4                  | Николас Кифер                  |
| 10 июня     | Gerry Weber Open Халле, Германия ATP International $951,000 — Трава Турнир 2002                                                           | Давид Приносил Давид Рикл 4-6, 7-6(5), 7-5         | Йонас Бьоркман Тодд Вудбридж   |
| 17 июня     | Samsung Open Ноттингем, Великобритания ATP International $381,000 — Трава Турнир 2002                                                     | Йонас Бьоркман 6-2, 6-7(5), 6-2                    | Уэйн Артурс                    |
| 17 июня     | Samsung Open Ноттингем, Великобритания ATP International $381,000 — Трава Турнир 2002                                                     | Майк Брайан Марк Ноулз 0-6, 7-6(7-3), 6-4          | Дональд Джонсон Джаред Палмер  |
| 17 июня     | Чемпионат Росмалена Хертогенбос, Нидерланды ATP International $381,000 — Трава Турнир 2002                                                | Шенг Схалкен 3-6, 6-3, 6-2                         | Арно Клеман                    |
| 17 июня     | Чемпионат Росмалена Хертогенбос, Нидерланды ATP International $381,000 — Трава Турнир 2002                                                | Мартин Дамм Цирил Сук 7-6(6), 6-7(6), 6-4          | Брайан Макфи Паул Хархёйс      |
| 24 июня     | Уимблдонский турнир Лондон, Великобритания Турнир Большого шлема $6,061,154 — Трава Одиночный турнир — Парный турнир Турнир смешанных пар | Ллейтон Хьюитт 6-1, 6-3, 6-2                       | Давид Налбандян                |
| 24 июня     | Уимблдонский турнир Лондон, Великобритания Турнир Большого шлема $6,061,154 — Трава Одиночный турнир — Парный турнир Турнир смешанных пар | Йонас Бьоркман Тодд Вудбридж 6-1, 6-2, 6-7(7), 7-5 | Даниэль Нестор Марк Ноулз      |
| 24 июня     | Уимблдонский турнир Лондон, Великобритания Турнир Большого шлема $6,061,154 — Трава Одиночный турнир — Парный турнир Турнир смешанных пар | Махеш Бхупати Елена Лиховцева 6-2, 1-6, 6-1        | Кевин Ульетт Даниэла Гантухова |

### Июль
| Дата начала | Турнир                                                                                                  | Чемпионы (Счёт финала)                   | Финалисты                         |
| ----------- | --- | ---------------------------------------- | --------------------------------- |
| 8 июля      | Открытый чемпионат Швеции Бостад, Швеция ATP International $381,000 — Грунт Турнир 2002                 | Карлос Мойя 6-3, 2-6, 7-5                | Юнес эль-Айнауи                   |
| 8 июля      | Открытый чемпионат Швеции Бостад, Швеция ATP International $381,000 — Грунт Турнир 2002                 | Йонас Бьоркман Тодд Вудбридж 7-6(6), 6-4 | Пол Хенли Майкл Хилл              |
| 8 июля      | Suisse Open Gstaad Гштад, Швейцария ATP International $600,000 — Грунт Турнир 2002                      | Алекс Корретха 6-3, 7-6(3), 7-6(3)       | Гастон Гаудио                     |
| 8 июля      | Suisse Open Gstaad Гштад, Швейцария ATP International $600,000 — Грунт Турнир 2002                      | Джошуа Игл Давид Рикл 7-6(5), 6-4        | Массимо Бертолини Кристиан Бранди |
| 8 июля      | Hall of Fame Tennis Championships Ньюпорт, США ATP International $375,000 — Трава Турнир 2002           | Тейлор Дент 6-1, 4-6, 6-4                | Джеймс Блейк                      |
| 8 июля      | Hall of Fame Tennis Championships Ньюпорт, США ATP International $375,000 — Трава Турнир 2002           | Боб Брайан Майк Брайан 7-5, 6-3          | Юрген Мельцер Александр Попп      |
| 15 июля     | Открытый чемпионат Нидерландов Амерсфорт, Нидерланды ATP International $381,000 — Грунт Турнир 2002     | Хуан Игнасио Чела 6-1, 7-6(4)            | Альберт Коста                     |
| 15 июля     | Открытый чемпионат Нидерландов Амерсфорт, Нидерланды ATP International $381,000 — Грунт Турнир 2002     | Джефф Кутзе Крис Хаггард 7-6(1), 6-3     | Андре Са Алешандри Симони         |
| 15 июля     | Открытый чемпионат Хорватии Умаг, Хорватия ATP International $381,000 — Грунт Турнир 2002               | Карлос Мойя 6-2, 6-3                     | Давид Феррер                      |
| 15 июля     | Открытый чемпионат Хорватии Умаг, Хорватия ATP International $381,000 — Грунт Турнир 2002               | Юлиан Ноул Франтишек Чермак 6-4, 6-4     | Фернандо Висенте Альберт Портас   |
| 15 июля     | Mercedes Cup Штутгарт, Германия ATP International $500,000 — Грунт Турнир 2002                          | Михаил Южный 6-3, 3-6, 3-6, 6-4, 6-4     | Гильермо Каньяс                   |
| 15 июля     | Mercedes Cup Штутгарт, Германия ATP International $500,000 — Грунт Турнир 2002                          | Джошуа Игл Давид Рикл 6-3, 6-4           | Дэвид Адамс Гастон Этлис          |
| 22 июля     | Открытый чемпионат Австрии Кицбюэль, Австрия ATP International Series Gold $880,000 — Грунт Турнир 2002 | Алекс Корретха 6-4, 6-1, 6-3             | Хуан Карлос Ферреро               |
| 22 июля     | Открытый чемпионат Австрии Кицбюэль, Австрия ATP International Series Gold $880,000 — Грунт Турнир 2002 | Робби Кёниг Томас Симада 7-6(3), 6-4     | Лукас Арнольд Кер Алекс Корретха  |
| 22 июля     | Mercedes-Benz Cup Лос-Анджелес, США ATP International $400,000 — Хард Турнир 2002                       | Андре Агасси 6-2, 6-4                    | Ян-Майкл Гэмбилл                  |
| 22 июля     | Mercedes-Benz Cup Лос-Анджелес, США ATP International $400,000 — Хард Турнир 2002                       | Себастьян Грожан Николас Кифер 6-4, 6-4  | Джастин Гимельстоб Микаэль Льодра |
| 22 июля     | Idea Prokom Open Сопот, Польша ATP International $381,000 — Грунт Турнир 2002                           | Хосе Акасусо 2-6, 6-1, 6-3               | Франко Скиллари                   |
| 22 июля     | Idea Prokom Open Сопот, Польша ATP International $381,000 — Грунт Турнир 2002                           | Леош Фридль Франтишек Чермак 7-5, 7-5    | Джефф Кутзе Натан Хили            |
| 29 июля     | Rogers Cup Торонто, Канада ATP Masters $2,950,000 — Хард Одиночный турнир — Парный турнир               | Гильермо Каньяс 6-4, 7-5                 | Энди Роддик                       |
| 29 июля     | Rogers Cup Торонто, Канада ATP Masters $2,950,000 — Хард Одиночный турнир — Парный турнир               | Боб Брайан Майк Брайан 4-6, 7-6(1), 6-3  | Даниэль Нестор Марк Ноулз         |

### Август
| Дата начала | Турнир | Чемпионы (Счёт финала)                        | Финалисты                     |
| ----------- | --- | --------------------------------------------- | ----------------------------- |
| 5 августа   | Cincinnati Masters Цинциннати, США ATP Masters $2,950,000 — Хард Одиночный турнир — Парный турнир                                  | Карлос Мойя 7-5, 7-6(5)                       | Ллейтон Хьюитт                |
| 5 августа   | Cincinnati Masters Цинциннати, США ATP Masters $2,950,000 — Хард Одиночный турнир — Парный турнир                                  | Джеймс Блейк Тодд Мартин 7-5, 6-3             | Махеш Бхупати Максим Мирный   |
| 12 августа  | Legg Mason Tennis Classic Вашингтон, США ATP International $800,000 — Хард Турнир 2002                                             | Джеймс Блейк 1-6, 7-6(5), 6-4                 | Парадорн Шричапан             |
| 12 августа  | Legg Mason Tennis Classic Вашингтон, США ATP International $800,000 — Хард Турнир 2002                                             | Уэйн Блэк Кевин Ульетт 3-6, 6-3, 7-5          | Боб Брайан Майк Брайан        |
| 12 августа  | RCA Championships Индианаполис, США ATP International $800,000 — Хард Турнир 2002                                                  | Грег Руседски 6-7(6), 6-4, 6-4                | Феликс Мантилья               |
| 12 августа  | RCA Championships Индианаполис, США ATP International $800,000 — Хард Турнир 2002                                                  | Даниэль Нестор Марк Ноулз 7-6(4), 6-7(5), 6-4 | Махеш Бхупати Максим Мирный   |
| 19 августа  | TD Waterhouse Cup Лонг-Айленд, США ATP International $480,000 — Хард Турнир 2002                                                   | Парадорн Шричапан 5-7, 6-2, 6-2               | Хуан Игнасио Чела             |
| 19 августа  | TD Waterhouse Cup Лонг-Айленд, США ATP International $480,000 — Хард Турнир 2002                                                   | Махеш Бхупати Майк Брайан 6-3, 6-4            | Павел Визнер Петр Пала        |
| 26 августа  | Открытый чемпионат США Нью-Йорк, США Турнир Большого шлема $7,129,000 — Хард Одиночный турнир — Парный турнир Турнир смешанных пар | Пит Сампрас 6-3, 6-4, 5-7, 6-4                | Андре Агасси                  |
| 26 августа  | Открытый чемпионат США Нью-Йорк, США Турнир Большого шлема $7,129,000 — Хард Одиночный турнир — Парный турнир Турнир смешанных пар | Махеш Бхупати Максим Мирный 6-3, 3-6, 6-4     | Иржи Новак Радек Штепанек     |
| 26 августа  | Открытый чемпионат США Нью-Йорк, США Турнир Большого шлема $7,129,000 — Хард Одиночный турнир — Парный турнир Турнир смешанных пар | Майк Брайан Лиза Реймонд 7-6(9), 7-6(1)       | Боб Брайан Катарина Среботник |

### Сентябрь
| Дата начала | Турнир | Чемпионы (Счёт финала)                              | Финалисты                              |
| ----------- | --- | --------------------------------------------------- | -------------------------------------- |
| 9 сентября  | Открытый чемпионат Румынии Бухарест, Румыния ATP International $381,000 — Грунт Турнир 2002                 | Давид Феррер 6-3, 6-2                               | Хосе Акасусо                           |
| 9 сентября  | Открытый чемпионат Румынии Бухарест, Румыния ATP International $381,000 — Грунт Турнир 2002                 | Йенс Книппшильд Петер Нюборг 6-3, 6-3               | Эмилио Бенфеле Альварес Андрес Шнейтер |
| 9 сентября  | Открытый чемпионат Бразилии Коста-ду-Сауипе, Бразилия ATP International $571,000 — Хард Турнир 2002         | Густаво Куэртен 6-7(4), 7-5, 7-6(2)                 | Гильермо Кориа                         |
| 9 сентября  | Открытый чемпионат Бразилии Коста-ду-Сауипе, Бразилия ATP International $571,000 — Хард Турнир 2002         | Марк Мерклейн Скот Хамфрис 6-3, 7-6(1)              | Густаво Куэртен Андре Са               |
| 9 сентября  | Открытый чемпионат Ташкента Ташкент, Узбекистан ATP International $550,000 — Хард Турнир 2002               | Евгений Кафельников 7-6(6), 7-5                     | Владимир Волчков                       |
| 9 сентября  | Открытый чемпионат Ташкента Ташкент, Узбекистан ATP International $550,000 — Хард Турнир 2002               | Дэвид Адамс Робби Кёниг 6-2, 7-5                    | Мартин Веркерк Рамон Слёйтер           |
| 16 сентября | Кубок Дэвиса 2002. 1/2 финала Париж, Франция — Грунт Москва, Россия — Ковёр (зал)                           | Победители Франция 3-2 Россия 3-2                   | Проигравшие США Аргентина              |
| 23 сентября | Открытый чемпионат Гонконга Гонконг ATP International $400,000 — Хард Турнир 2002                           | Хуан Карлос Ферреро 6-3, 1-6, 7-6(4)                | Карлос Мойя                            |
| 23 сентября | Открытый чемпионат Гонконга Гонконг ATP International $400,000 — Хард Турнир 2002                           | Ян-Майкл Гэмбилл Грейдон Оливер 6-7(2), 6-4, 7-6(4) | Уэйн Артурс Эндрю Кратцман             |
| 23 сентября | Международный теннисный чемпионат на Сицилии Палермо, Италия ATP International $381,000 — Грунт Турнир 2002 | Фернандо Гонсалес 5-7, 6-3, 6-1                     | Хосе Акасусо                           |
| 23 сентября | Международный теннисный чемпионат на Сицилии Палермо, Италия ATP International $381,000 — Грунт Турнир 2002 | Лукас Арнольд Кер Луис Лобо 6-4, 4-6, 6-2           | Леош Фридль Франтишек Чермак           |
| 30 сентября | Кубок Кремля Москва, Россия ATP International $1,000,000 — Ковёр (зал) Турнир 2002                          | Поль-Анри Матьё 4-6, 6-2, 6-0                       | Шенг Схалкен                           |
| 30 сентября | Кубок Кремля Москва, Россия ATP International $1,000,000 — Ковёр (зал) Турнир 2002                          | Максим Мирный Роджер Федерер 6-4, 7-6(0)            | Джошуа Игл Сэндон Столл                |
| 30 сентября | Открытый чемпионат Японии Токио, Япония ATP International Series Gold $800,000 — Хард Турнир 2002           | Кеннет Карлсен 7-6(8), 6-3                          | Магнус Норман                          |
| 30 сентября | Открытый чемпионат Японии Токио, Япония ATP International Series Gold $800,000 — Хард Турнир 2002           | Джефф Кутзе Крис Хаггард 7-6(4), 6-4                | Ян-Майкл Гэмбилл Грейдон Оливер        |

### Октябрь
| Дата начала | Турнир | Чемпионы (Счёт финала)                   | Финалисты                     |
| ----------- | --- | ---------------------------------------- | ----------------------------- |
| 7 октября   | Открытый чемпионат Вены Вена, Австрия ATP International Series Gold $765,000 — Хард (зал) Турнир 2002             | Роджер Федерер 6-4, 6-1, 3-6, 6-4        | Иржи Новак                    |
| 7 октября   | Открытый чемпионат Вены Вена, Австрия ATP International Series Gold $765,000 — Хард (зал) Турнир 2002             | Джошуа Игл Сэндон Столл 6-4, 6-3         | Иржи Новак Радек Штепанек     |
| 7 октября   | Гран-при Лиона Лион, Франция ATP International $761,000 — Ковёр (зал) Турнир 2002                                 | Поль-Анри Матьё 4-6, 6-3, 6-1            | Густаво Куэртен               |
| 7 октября   | Гран-при Лиона Лион, Франция ATP International $761,000 — Ковёр (зал) Турнир 2002                                 | Уэйн Блэк Кевин Ульетт 6-4, 3-6, 7-6(3)  | Даниэль Нестор Марк Ноулз     |
| 14 октября  | Masters Series Madrid Мадрид, Испания ATP Masters $2,578,000 — Хард (зал) Одиночный турнир — Парный турнир        | Андре Агасси Без игры                    | Иржи Новак                    |
| 14 октября  | Masters Series Madrid Мадрид, Испания ATP Masters $2,578,000 — Хард (зал) Одиночный турнир — Парный турнир        | Даниэль Нестор Марк Ноулз 6-3, 5-7, 6-0  | Махеш Бхупати Максим Мирный   |
| 21 октября  | Davidoff Swiss Indoors Базель, Швейцария ATP International $1,000,000 — Ковёр (зал) Турнир 2002                   | Давид Налбандян 6-4, 6-3, 6-2            | Фернандо Гонсалес             |
| 21 октября  | Davidoff Swiss Indoors Базель, Швейцария ATP International $1,000,000 — Ковёр (зал) Турнир 2002                   | Боб Брайан Майк Брайан 7-6(1), 7-5       | Даниэль Нестор Марк Ноулз     |
| 21 октября  | Открытый чемпионат Санкт-Петербурга Санкт-Петербург, Россия ATP International $1,000,000 — Хард (зал) Турнир 2002 | Себастьян Грожан 7-5, 6-4                | Михаил Южный                  |
| 21 октября  | Открытый чемпионат Санкт-Петербурга Санкт-Петербург, Россия ATP International $1,000,000 — Хард (зал) Турнир 2002 | Дэвид Адамс Джаред Палмер 7-6(8), 6-3    | Ираклий Лабадзе Марат Сафин   |
| 21 октября  | Открытый чемпионат Стокгольма Стокгольм, Швеция ATP International $650,000 — Хард (зал) Турнир 2002               | Парадорн Шричапан 6-7(2), 6-0, 6-3, 6-2  | Марсело Риос                  |
| 21 октября  | Открытый чемпионат Стокгольма Стокгольм, Швеция ATP International $650,000 — Хард (зал) Турнир 2002               | Уэйн Блэк Кевин Ульетт 6-4, 2-6, 7-6(4)  | Уэйн Артурс Пол Хенли         |
| 28 октября  | BNP Paribas Masters Париж, Франция ATP Masters $2,828,000 — Ковёр (зал) Одиночный турнир — Парный турнир          | Марат Сафин 7-6(4), 6-0, 6-4             | Ллейтон Хьюитт                |
| 28 октября  | BNP Paribas Masters Париж, Франция ATP Masters $2,828,000 — Ковёр (зал) Одиночный турнир — Парный турнир          | Фабрис Санторо Николя Эскюде 6-3, 7-6(6) | Густаво Куэртен Седрик Пьолин |

### Ноябрь
| Дата начала | Турнир | Чемпионы (Счёт финала)                 | Финалисты           |
| ----------- | --- | -------------------------------------- | ------------------- |
| 11 ноября   | Tennis Masters Cup Шанхай, Китай Кубок Мастерс $3,700,000 — Хард (зал) — 8S (Группа) Одиночный турнир — Парный турнир | Ллейтон Хьюитт 7-5, 7-5, 2-6, 2-6, 6-4 | Хуан Карлос Ферреро |
| 25 ноября   | Кубок Дэвиса 2002. Финал Париж, Франция — Грунт (зал)                                                                 | Россия 3-2                             | Франция             |

## Рейтинг ATP

### Одиночный рейтинг
| по данным на 30 декабря 2002 | по данным на 30 декабря 2002 | по данным на 30 декабря 2002 | по данным на 30 декабря 2002 | по данным на 30 декабря 2002 |
| Поз.                         | Теннисист                    | Очки                         | 2001                         | +/-                          |
| ---------------------------- | ---------------------------- | ---------------------------- | ---------------------------- | ---------------------------- |
| 1                            | Ллейтон Хьюитт               | 4485                         | 1                            | ▬                            |
| 2                            | Андре Агасси                 | 3395                         | 3                            | ▲ 1                          |
| 3                            | Марат Сафин                  | 2845                         | 11                           | ▲ 8                          |
| 4                            | Хуан Карлос Ферреро          | 2740                         | 5                            | ▲ 1                          |
| 5                            | Карлос Мойя                  | 2630                         | 19                           | ▲ 14                         |
| 6                            | Роджер Федерер               | 2590                         | 13                           | ▲ 7                          |
| 7                            | Иржи Новак                   | 2335                         | 29                           | ▲ 22                         |
| 8                            | Тим Хенмен                   | 2215                         | 9                            | ▲ 1                          |
| 9                            | Альберт Коста                | 2070                         | 40                           | ▲ 31                         |
| 10                           | Энди Роддик                  | 2045                         | 14                           | ▲ 4                          |
| 11                           | Томми Хаас                   | 2020                         | 8                            | ▼ 3                          |
| 12                           | Давид Налбандян              | 1775                         | 47                           | ▲ 35                         |
| 13                           | Пит Сампрас                  | 1735                         | 10                           | ▼ 3                          |
| 14                           | Томас Юханссон               | 1725                         | 18                           | ▲ 4                          |
| 15                           | Гильермо Каньяс              | 1725                         | 15                           | ▬                            |
| 16                           | Парадорн Шричапан            | 1646                         | 120                          | ▲ 104                        |
| 17                           | Себастьян Грожан             | 1640                         | 6                            | ▼ 11                         |
| 18                           | Фернандо Гонсалес            | 1636                         | 139                          | ▲ 121                        |
| 19                           | Алекс Корретха               | 1555                         | 16                           | ▼ 3                          |
| 20                           | Шенг Схалкен                 | 1525                         | 26                           | ▲ 6                          |

### Парный рейтинг (Игроки)
| по данным на 16 декабря 2002 | по данным на 16 декабря 2002 | по данным на 16 декабря 2002 | по данным на 16 декабря 2002 | по данным на 16 декабря 2002 |
| Поз.                         | Теннисист                    | Очки                         | 2001                         | +/-                          |
| ---------------------------- | ---------------------------- | ---------------------------- | ---------------------------- | ---------------------------- |
| 1                            | Марк Ноулз                   | 5680                         | 19                           | ▲ 18                         |
| 2                            | Даниэль Нестор               | 5630                         | 10                           | ▲ 8                          |
| 3                            | Максим Мирный                | 4170                         | 11                           | ▲ 8                          |
| 4                            | Махеш Бхупати                | 4120                         | 6                            | ▲ 2                          |
| 5                            | Тодд Вудбридж                | 3940                         | 2                            | ▼ 3                          |
| 6                            | Йонас Бьоркман               | 3940                         | 1                            | ▼ 5                          |
| 7                            | Майк Брайан                  | 3700                         | 22                           | ▲ 15                         |
| 8                            | Майк Брайан                  | 3575                         | 22                           | ▲ 14                         |
| 9                            | Джаред Палмер                | 3245                         | 4                            | ▼ 5                          |
| 10                           | Дональд Джонсон              | 3080                         | 3                            | ▼ 7                          |
| 11                           | Кевин Ульетт                 | 2670                         | 13                           | ▲ 2                          |
| 12                           | Мартин Дамм                  | 2670                         | 36                           | ▲ 24                         |
| 13                           | Уэйн Блэк                    | 2635                         | 12                           | ▼ 1                          |
| 14                           | Цирил Сук                    | 2440                         | 35                           | ▲ 21                         |
| 15                           | Евгений Кафельников          | 2385                         | 28                           | ▲ 13                         |
| 16                           | Джошуа Игл                   | 2345                         | 24                           | ▲ 8                          |
| 17                           | Радек Штепанек               | 2275                         | 38                           | ▲ 21                         |
| 18                           | Фабрис Санторо               | 2185                         | 91                           | ▲ 73                         |
| 19                           | Сэндон Столл                 | 2170                         | 5                            | ▼ 14                         |
| 20                           | Давид Рикл                   | 2140                         | 7                            | ▼ 13                         |